# Gabriel Ureña
Gabriel Ureña Hevia es un violonchelista profesional nacido en Avilés, Asturias, en 1989.

## Carrera
Comenzó su formación con Covadonga Fernández Morán y la continuó en el Conservatorio "Julián Orbón" de su ciudad natal, Avilés, con el profesor Alexander Osokin, Virtuoso de Moscú. Posteriormente estudió en el Conservatorio de Oviedo, obteniendo el Título Superior de Violonchelo con matrícula de honor y el Premio Fin de Carrera  “Ángel Muñiz Toca”.
Ha cursado un postgrado en la Escuela de Música de Fiesole, becado por Claudio Abbado y un Máster en el Conservatorio de Viena bajo la dirección Natalia Gutman. Ha recibido clases magistrales de Natalia Shajovskaya, Ivan Monighetti, Amit Peled, Wolfgang Boettcher o Gary Hoffman.
Con tan solo 19 años, se convirtió en el principal más joven de las orquestas españolas al obtener la plaza de solista de violonchelo de la Orquesta Oviedo Filarmonía. En paralelo, desde los 15 años, ha desarrollado su carrera como solista, actuando con orquestas y en recitales en España, Italia, Francia, Suiza, Alemania, Noruega y Austria, donde debutó en el Musikverein de Viena.
Ha compartido escenario con artistas como Leo Nucci, Edita Gruberová, Ainhoa Arteta, Ruggero Raimondi, Anna Netrebko, Ilya Gringolts, Benjamin Schmid, las hermanas Labèque, Natalia Gutman o Midori, en salas como el Auditorio Nacional de Música de Madrid, Theatre des Champs-Elysees de Paris, el Auditorio Príncipe Felipe de Oviedo o la Opera de Viena.
Fue elegido para tocar ante S.M. la Reina Letizia en Viena, en su primer viaje oficial en solitario al extranjero y para participar en el concierto de conmemoración del aniversario de la Declaración Universal de los Derechos Humanos en la sede de las Naciones Unidas de Ginebra, junto a Juan Diego Flórez. 
Asimismo, el violonchelista avilesino tiene publicado un CD con obras de Prokófiev, Shostakovich y Rajmáninov, junto al pianista Patxi Aizpiri. 

### Premios
- Primer Premio en la categoría absoluta en el Concurso de Violonchelo de Arquillos en Jaén (2009)
- Mención de Honor en el Concurso de Caja Madrid, como miembro del Quinteto Schumann (2008)
- Primer Premio en el Concurso Internacional de Música de Cámara "Ciudad de Manresa“, (2007)
- Primer Premio del Concurso de Violonchelo de Arquillos en Jaén en la categoría de menores de 16 años (2005)